# Cecilia Esteva
Carla Cecilia Esteva Cajiga (...) è un'ex schermitrice messicana.

## Biografia
Ha partecipato ai campionati mondiali di scherma del 1998 e del 1999 ed alle universiadi del 1999.
È sposata con l'ex schermidore statunitense David Lidow.

## Palmarès
In carriera ha conseguito i seguenti risultati:
- Giochi Panamericani:

Winnipeg 1999: argento nel fioretto individuale.